# Perfektastraße
Perfektastraße – jedna ze stacji metra w Wiedniu na Linia U6. Została otwarta 15 kwietnia 1995. 
Znajduje się w 23. dzielnicy Wiednia, Liesing. Została zbudowana na wysokim wiadukcie nad Perfektastraße, pomiędzy Lemböckgasse i Porschestraße.